# Ángelus

Jean-François Millet - El Ángelus.

El Ángelus es una oración de la religión  católica en recuerdo de la Anunciación y Encarnación del Verbo. Toma su nombre de sus primeras palabras en la versión latina, Angelus Domini nuntiavit Mariæ. Consta de tres textos que resumen el misterio. Se recitan de manera alternativa un versículo y la respuesta. Entre cada uno de los tres textos se recita el avemaría. Es una oración diaria en la Iglesia Católica, se reza a las 6:00 a. m., a las 12:00 p. m. y a las 6:00 p. m. 
La redacción del Ángelus es atribuida por algunos al Papa Urbano II y por otros al Papa Juan XXII. La costumbre  de recitarla tres veces al día se atribuye al rey francés Luis XI, quien, en 1472,  así lo dispuso.
Al momento de rezar el Ángelus se le llama también la hora del avemaría.
La fiesta de la Encarnación se celebra el 25 de marzo, nueve meses antes de la Navidad, o según en orden cronológico del año Litúrgico 3 meses después de Navidad, es decir durante la Cuaresma o la Pascua, en caso de coincidir con la Semana Santa, Triduo Pascual u Octava de Pascua.
Durante el tiempo pascual, en lugar del Ángelus, se reza el Regina Coeli.
El Papa reza públicamente el Ángelus cada domingo al mediodía, habitualmente desde la ventana de su estudio en el Palacio Apostólico Vaticano.

## Historia
Esta plegaria, según las autoridades más seguras, fue introducida por el papa Juan XXII (1316-1334). Durante casi cien años se tenía la costumbre de anunciar la hora del Ángelus con algunas campanadas. Juan XXII, por su bula de 7 de mayo de 1327, ordenó que, cuando se oyeran las campanadas de la oración, se recitase tres veces el avemaría. Después, el Concilio de París, celebrado en 1346, bajo la presidencia de Guillermo, arzobispo de Sens, decretó: 

Que la ordenanza del papa Juan, de santa memoria, concerniente al rezo del avemaría al oscurecer, fuese fielmente observada.

La bula del papa había ya, añade el concilio, concedido una indulgencia a aquellos que dijesen la oración prescrita y en virtud de los plenos poderes que se le habían concedido, el concilio concedía una indulgencia de treinta días.
Los estatutos de Simón, obispo de Nantes, ordenan a los sacerdotes que hagan tocar en sus iglesias por la noche, para advertir a sus feligreses que deben, al sonido de esta campana, arrodillarse y decir el Angelus, lo que le hará ganar una indulgencia de diez días. Hasta entonces las ordenanzas relativas a este rezo se restringen a la hora del oscurecer.
En 1368, el concilio de Lavaur ordena a todos los rectores y clérigos, bajo pena de excomunión que hagan tocar la campana, lo mismo a la salida del sol que cuando se pone. El rezo que se recomienda en esta ocasión consiste en cinco Pater, en honor de las cinco llagas del Salvador y en siete avemarías en honor a los siete gozos de María. El año siguiente al sínodo de Bezieres, ordena que al rayar el día la campana mayor toque tres veces. Y cualquiera que oiga esta campana, dice, rezará tres Pater y tres Ave, y ganará una indulgencia de veinte días.
Según algunos autores, Calixto III en 1456, según Fleury y Du Cange fue Luis IX en 1472, quien introdujo las campanadas al mediodía. Mabillon ha probado que el uso litúrgico de tocar al mediodía y de decir tres veces el avemaría, ha venido de Francia y ha obtenido la sanción apostólica a principios del siglo XVI.
Benedicto XIII para alentar la recitación exacta de este rezo, concede a perpetuidad, por su breve apostólico de 14 de septiembre de 1724, una indulgencia plenaria a todos aquellos que, una vez por mes, después de haber recibido la absolución sacramental y haberse aproximado a la Santa Misa, digan tres veces de rodillas la salutación apostólica al sonido de la campana, que esto sea por la mañana, al mediodía y por la noche y que hayan devotamente rezado por la unión de los príncipes cristianos, la extirpación de las herejías y la exaltación de la santa Iglesia. Concede también cien días de indulgencia a aquellos que un día cualquiera del año recitasen con corazón contrito el mismo rezo.
Se añaden habitualmente algunos toques a los últimos del Ángelus, para empeñar a los fieles a rezar por la Iglesia que sufre. La campana de Ángelus da, sobre todo por la noche, un carácter singularmente poético a los países católicos.
Pío VII en 1815, añadió al Ángelus tres “glorias al Padre...” en acción de gracias por los dones copiosamente otorgados por la Santísima Trinidad a la Virgen, particularmente por su gloriosa Asunción a los cielos.
Pablo VI señaló que el Angelus es una plegaria que no precisa de modificación o reforma, dada la sencillez de su estructura. Algunos autores han considerado esta observación como sumamente notable en un documento pontificio con normas orientadoras de las devociones marianas según las pautas del Concilio  Vaticano II.
Juan Pablo II relacionó el Angelus con el Rosario: "Hay un vínculo muy estrecho entre el Ángelus y el Rosario, oraciones, una y otra, eminentemente marianas: efectivamente, nos hacen contemplar y profundizar los misterios de la historia de la salvación, en los que  María está íntimamente unida a su Hijo Jesús."

## Versión latín

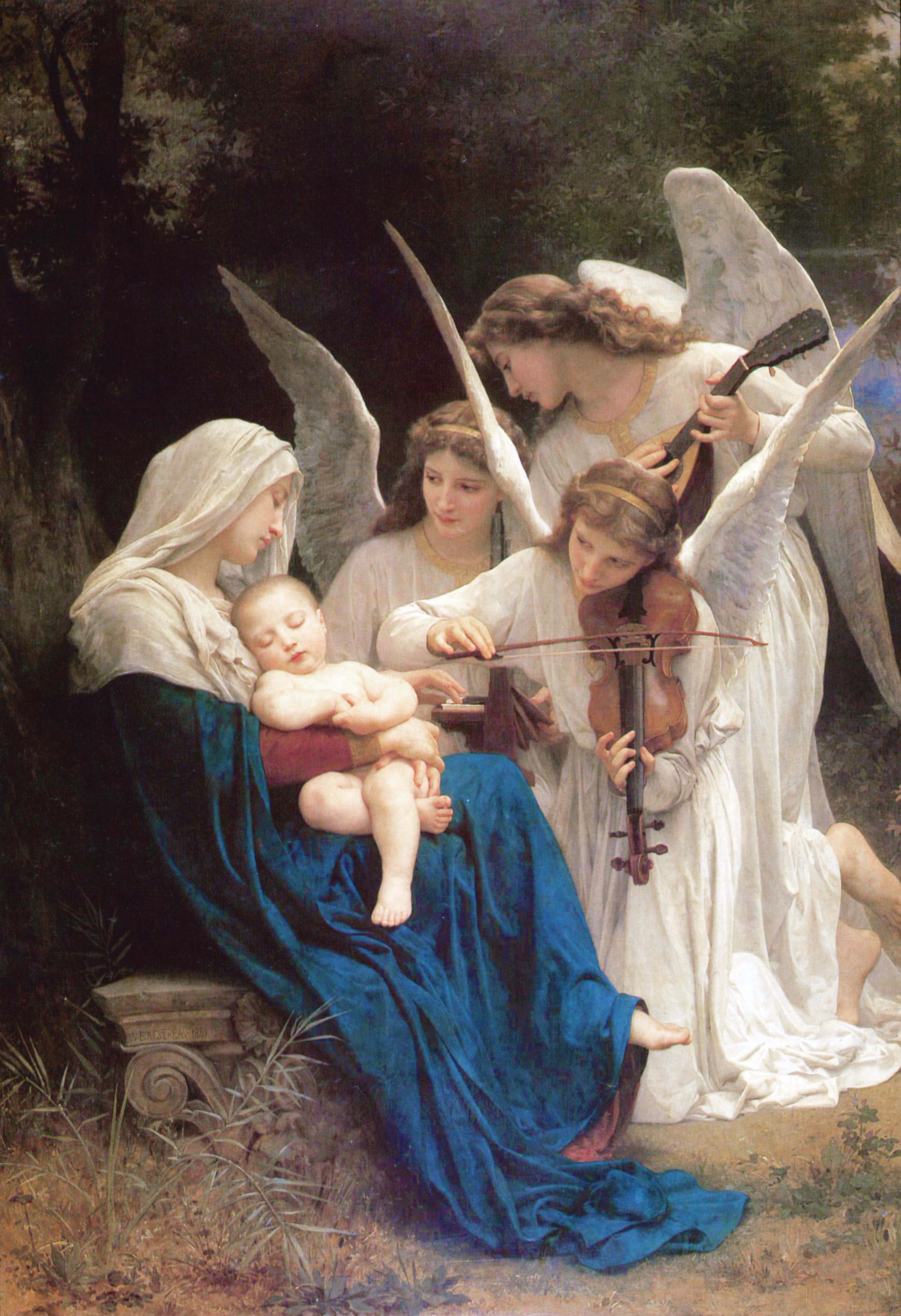
William-Adolphe Bouguereau (1825-1905) - Song of the Angels (1881)

℣. Angelus domini nuntiavit Mariae,

℟. et concepit de Spiritu Sancto.

Ave Maria, gratia plena, Dominus tecum. Benedicta tu in mulieribus, et benedictus fructus ventris tui, Iesus.
Sancta Maria, Mater Dei, ora pro nobis peccatoribus, nunc et in hora mortis nostræ. Amen.

℣. Ecce Ancilla Domini.

℟. Fiat mihi secundum Verbum tuum.

Ave Maria, gratia plena, Dominus tecum. Benedicta tu in mulieribus, et benedictus fructus ventris tui, Iesus.
Sancta Maria, Mater Dei, ora pro nobis peccatoribus, nunc et in hora mortis nostræ. Amen.

℣. Et Verbum caro factum est.

℟. Et habitavit in nobis.

Ave Maria, gratia plena, Dominus tecum. Benedicta tu in mulieribus, et benedictus fructus ventris tui, Iesus.
Sancta Maria, Mater Dei, ora pro nobis peccatoribus, nunc et in hora mortis nostræ. Amen.

℣. Ora pro nobis, Sancta Dei Genetrix.

℟. Ut digni efficiamur promissionibus Christi.

Oremus: Gratiam tuam quæsumus, Domine, mentibus nostris infunde; ut qui, angelo nuntiante, Christi Filii tui Incarnationem cognovimus, per passionem eius et crucem, ad resurrectionis gloriam perducamur.
Per eumdem Christum Dominum nostrum. Amen.
℣. Gloria Patri, et Filio, et Spiritui Sancto.

℟. Sicut erat in princípio et nunc et semper, et in saecula saeculorum. Amen.

Gloria ter.

## Versión en español[7]
℣. El ángel del Señor anunció a María.

℟. y concibió por obra y gracia del Espíritu Santo.

Dios te salve, María, llena eres de gracia, el Señor es contigo, bendita tú eres entre todas las mujeres y bendito es el fruto de tu vientre, Jesús.
Santa María, Madre de Dios, ruega por nosotros pecadores, ahora y en la hora de nuestra muerte. Amén.

℣. He aquí la esclava del Señor.

℟. Hágase en mí según tu palabra.

Dios te salve, María, llena eres de gracia, el Señor es contigo, bendita tú eres entre todas las mujeres y bendito es el fruto de tu vientre, Jesús.
Santa María, Madre de Dios, ruega por nosotros pecadores, ahora y en la hora de nuestra muerte. Amén.

℣. Y el Verbo de Dios se hizo carne.

℟. Y habitó entre nosotros.

Dios te salve, María, llena eres de gracia, el Señor es contigo, bendita tú eres entre todas las mujeres y bendito es el fruto de tu vientre, Jesús.
Santa María, Madre de Dios, ruega por nosotros pecadores, ahora y en la hora de nuestra muerte. Amén.

℣. Ruega por nosotros, Santa Madre de Dios.

℟. Para que seamos dignos de alcanzar las promesas y gracias de Nuestro Señor Jesucristo.

Oremos: Infunde, Señor, tu gracia en nuestras almas, para que, los que hemos conocido, por el anuncio del Ángel, la Encarnación de tu Hijo Jesucristo, lleguemos por los Méritos de su Pasión y su Cruz, a la gloria de la Resurrección.

Por Jesucristo Nuestro Señor. Amén.
℣. Gloria al Padre y al Hijo y al Espíritu Santo.

℟. Como era en el principio, ahora y siempre, por los siglos de los siglos. Amén.
Gloria, tres veces.

## Indulgencia
Papa Benedicto XIII el 14 de septiembre de 1724 añadió al rezo del Ángelus la indulgencia de 100 días para los fieles que lo recitaban de rodillas (de pie los sábados por la tarde y los domingos) al amanecer, al mediodía y al atardecer, al sonar el timbre. de la campana. León XIII (1878-1903) modificó, haciéndolas más fáciles, las condiciones para la obtención del don de la indulgencia. Hasta la reforma de las indulgencias implementada por el Papa Pablo VI en 1967 todavía se le concedía la indulgencia de 100 y plena una vez al mes, siempre que la hubiera recitado todos los días en las tres horas prescritas del día (amanecer, mediodía, ocaso), y hubiera confesado y comulgado.
El Enchiridion Indulgentiarum incluye una indulgencia parcial para los fieles que rezan el Ángelus en los tres tiempos prescritos. Como ocurre con todas las indulgencias, es necesario estar en estado de gracia; además, la indulgencia es aplicable a uno mismo o a las almas de los difuntos, pero no es aplicable a los demás vivos en la tierra.